# Oscar Zariski
Oscar Zariski, född som Oscher Zaritsky 24 april 1899 i Kobryn i Tsarryssland (numera Vitryssland), död 4 juli 1986, var en matematiker som under 1900-talet var inflytelserik inom algebraisk geometri.

## Liv och karriär
Zariski började 1918 vid Kievs universitet. År 1920 flyttade han till Rom där han studerade algebraisk geometri av den italienska skolan med bland andra Guido Castelnuovo, Federigo Enriques och Francesco Severi. År 1924 skrev Zariski sin doktorsavhandling inom Galoisteori. När hans avhandling publicerades bytte han namn till Oscar Zariski.
År 1927 emigrerade Zariski till USA, stödd av Solomon Lefschetz. Han fick en post vid Johns Hopkins University och blev professor där 1937. Under sin tid vid Johns Hopkins skrev han sin bok Algebraic Surfaces som en sammanfattning av algebraisk geometri inom den italienska skolan. Boken publicerades 1935 och återpublicerades 35 år senare med detaljerade anmärkningar av Zariskis studenter som visade hur den algebraiska geometrin hade utvecklats.
År 1947 blev Zariski professor vid Harvard University där han arbetade till sin pensionering 1969.

## Gärning och utmärkelser
Bland de matematiska resultat och objekt som bär Zariskis namn finns bland annat Zariskiyta, Zariskitangentrum och Zariskitopologi.
1965 fick Zariski National Medal of Science. 1981 fick han både Steelepriset och Wolfpriset i matematik.